# Amedeo Berdini
Amedeo Berdini (Sant'Elpidio a Mare, 5 luglio 1919 – 28 maggio 1964) è stato un tenore italiano.

## Biografia
Figlio di Luigi ed Argentina Regolo, dopo la seconda guerra mondiale si è trasferito a Milano, dove ha esercitato con passione la professione di tenore, fino alla sua morte il 28 maggio 1964.
Il 28 aprile 1950 è Leucippo in Daphne (opera) diretto da Fernando Previtali con Magda László all'Auditorium Rai di Torino.
Nel settembre dello stesso anno canta ne Il sepolcro di Marc'Antonio Ziani con Mario Rossi (direttore d'orchestra), Rosanna Carteri, Jolanda Gardino e Ugo Amendola al Teatro La Fenice di Venezia, in ottobre è il terzo corifeo nella prima assoluta radiofonica RAI di Ifigenia (Pizzetti) diretto da Previtali con la Carteri, Elena Nicolai, Giacomo Vaghi e Giangiacomo Guelfi ed in novembre Raimondo nella prima assoluta radiofonica RAI di I due timidi di Nino Rota diretto da Franco Ferrara con Graziella Sciutti e Mario Carlin.
Nel 1951 è John Claggart nella prima di Billy Budd (opera) diretto da Ottavio Ziino con Giangiacomo Guelfi  al Teatro dell'Opera di Roma, il brigante ne Il paradiso e la Peri di Robert Schumann diretto da Vittorio Gui con Gabriella Gatti alla Fenice ed al Giardino Bellini di Catania canta nello Stabat Mater (Rossini) con Antonietta Stella e Guillot in Manon (Massenet) con Clara Petrella, la Stella e Giuseppe Di Stefano.
Emblematica resta la sua esibizione davanti a Sua Santità Papa Pio XII.

## Discografia
- Beethoven: Fidelio (1952) - Gré Brouwenstijn/Amedeo Berdini/Antonio Manca Serra/Sesto Bruscantini/Graziella Sciutti/Wladimiro Badiali/Plinio Clabassi/Orchestra Sinfonica di Roma della RAI/Vittorio Gui, Osteria
- Beethoven: Fidelio (1955) - Dorothy Dow/Amedeo Berdini/Giuseppe Taddei/Boris Hristov/Irene Gasperoni/Nicola Monti/Franco Calabrese/Orchestra Sinfonica di Roma della RAI/Vittorio Gui, Andromeda
- Donizetti: Il Duca D'Alba - Catarina Mancini/Amedeo Berdini/Gian Giacomo Guelfi/Nestore Catalani/Orchestra e Coro del Teatro dell'Opera di Roma/Fernando Previtali, Global Village
- Rota: I Due Timidi (1950) - Franco Calogero Calabrese/Emma Tegani/Amedeo Berdini/Agnese Dubbini/Mario Carlin/RAI National Symphony Orchestra/Franco Ferrara, Classical Moments
- Scarlatti: Il Trionfo dell'onore - Amedeo Berdini/Amalia Pini/Mario Borriello/Orchestra Sinfonica di Milano della RAI/Carlo Maria Giulini, Urania